# Певцов, Никифор Клементьевич
Ники́фор Клеме́нтьевич Певцо́в (1773 — после 1835) — русский контр-адмирал

## Биография
Никифор Певцов обучался в Морском кадетском корпусе и в чине гардемарина на 100-пушечном корабле «Св. равноапостольный князь Владимир» под командованием капитана 1-го ранга А. М. Киреевского принимал участие в Эландском сражении. 25 апреля следующего года окончил Морской корпус, однако так как ему ещё не исполнилось семнадцати лет, в чин мичмана не был произведен.

«Коллегиею приказали: …гардемарин произвести в мичманы, а именно: …Никифору Певцову, как указанных лет не имеют, а минут оные лета сего 1790 года, мичманские чины объявить по проминовании тех лет.»— Выписка из журналов адмиралтейств-коллегии, 1790 год” от 23.04.1790, № 2379
Летом 1790 года в чине мичмана Певцов на 28-пушечной шебеке «Беллона» под командованием капитан-лейтенанта Качалова участвовал 21-22 июня в составе гребной флотилии под командованием вице-адмирала принца К. Нассау-Зигена в сражении в Биорке-зунде со шведской гребной флотилией, а затем в преследовании неприятельских судов. 28 июня он участвовал во втором Роченсальмском сражении и после гибели корабля был взят в плен.
После возвращения из плена в 1791 году Певцов на госпитальном судне «София» плавал между Кронштадтом и Ревелем, а в 1793—1797 гг. ежегодно был в практических плаваниях в Балтийском море и Финском заливе. 6 марта 1794 года был произведён в чин лейтенанта.
В 1798 году, командуя 9-пушечной плавучей батареей «Волга», Никифор Клементьевич находился в практическом плавании в Финском заливе и 15-19 июля того же года участвовал в манёврах под командованием вице-адмирала маркиза И. И. Траверсе.
В следующем году на 38-пушечном фрегате «Константин» Певцов участвовал в голландской экспедиции и в составе эскадры под командованием контр-адмирала П. В. Чичагова перевозил десантные войска из Ревеля в Англию и в 1800 году обратно.
В 1801 году Никифор Клементьевич командовал 6-пушечным бомбардирским катером «Сопка» и в составе Кронштадтской эскадры занимал позицию для обороны порта на Южном фарватере Кронштадтского рейда. Летом следующего года командовал транспортом «Обсерваториум».
В кампанию 1802 года командовал галиотом № 2 при астраханском порте.
В 1804 году Никифор Клементьевич был переведен в Каспийскую флотилию и назначен командиром галиота № 1, командуя которым перевозил грузы из Астрахани на суда эскадры к берегам Персии.
Во время русско-персидской войны Певцов в составе отряда судов под командованием капитан-лейтенанта Е. В. Веселаго участвовал в высадке десантов 23 июня 1805 года в Энзели и 22 августа того же года — в Баку. В 1807 году, командуя 4-пушечным транспортом «Осётр», доставлял продовольствие и снабжение на суда Каспийской флотилии и русским войскам в Закавказье. 1 января 1808 года Никифор Клементьевич был произведен в чин капитан-лейтенанта и назначен командиром гальота № 2 при Астраханском порту.
Во время Отечественной войны Певцов командовал геммом «Петергоф» и летом 1812 года находился на Кронштадтском рейде и октябре того же года перешёл в Роченсальм, а в июле 1813 года вернулся.
30 марта 1816 года Никифор Клементьевич был произведен в чин капитана 2-го ранга с назначением командиром 44-пушечного фрегата «Аргус», командуя которым находился в практическом плавании в Балтийском море. 26 ноября того же года был награждён «за беспорочную выслугу, в офицерских чинах, 18-ти шестимесячных морских кампаний» орденом Св. Георгия 4-й степени. В следующем году в составе эскадры под командованием вице-адмирала Р. В. Кроуна перевозил русские войска из Франции в Кронштадт.
В 1818—1819 годах Певцов командовал 36-пушечным фрегатом «Свеаборг» в практических плаваниях в Финском заливе. В 1821 году он был назначен командиром спущенного на Соломбальской верфи 74-пушечного корабля «Св. Андрей», командуя которым совершил переход из Архангельска в Кронштадт.
12 марта 1822 года Певцов был произведен в чин капитана 1-го ранга с назначением командиром 4-го флотского экипажа. В 1826 году, командуя 74-пушечным кораблем «Св. Андрей» под флагом контр-адмирала графа Л. П. фон Гейдена, совершил переход в Немецкое море до Доггер-банки и вернулся в Кронштадт. 9 декабря 1826 года награждён орденом Св. Владимира IV степени с надписью «35 лет». В следующем 1827 году командовал 74-пушечным кораблем «Фершампенуаз» и 7-м флотским экипажем.
11 сентября 1828 года был перечислен в чин полковника ластовых экипажей и в следующем году командовал брандвахтенным бригом «Меркурий» в Купеческой гавани Кронштадта и 4-м ластовым экипажем.
29 октября 1830 года был снова перечислен в чин капитана 1-го ранга и в следующем году был назначен командиром 45-го флотского экипажа в Астрахани. 19 декабря 1835 года он был произведен в чин контр-адмирала с увольнением в отставку.